# Total International Series 1992/93
Die Total International Series 1992/93 war ein Drei-Nationen-Turnier, das vom 9. bis zum 27. Februar 1993 in Südafrika im One-Day Cricket ausgetragen wurde. Bei dem zur internationalen Cricket-Saison 1992/93 gehörenden Turnier nahmen neben dem Gastgeber die Mannschaften aus Pakistan und den West Indies teil. Im Finale konnten sich die West Indies mit fünf Wickets gegen Pakistan durchsetzen.

## Vorgeschichte
Südafrika spielte zuvor eine Tour gegen Indien, Pakistan ein Drei-Nationen-Turnier in den Vereinigten Arabischen Emiraten und die West Indies eine Tour in Australien.

## Format
In einer Vorrunde spielte jede Mannschaft gegen jede andere drei Mal. Für einen Sieg gab es zwei, für ein Unentschieden oder No Result einen Punkt. Die beiden Gruppenersten qualifizierten sich für das Finale und spielten dort um den Turniersieg.

## Stadion
Die folgenden Stadien wurden für das Turnier ausgewählt.
| Stadion                 | Stadt          | Kapazität | Spiele           |
| ----------------------- | -------------- | --------- | ---------------- |
| Chevrolet Park          | Bloemfontein   | 20.000    | 8. Spiel         |
| Centurion Park          | Centurion      | 22.000    | 7. Spiel         |
| Kingsmead               | Durban         | 25.000    | 1. & 6. Spiel    |
| Buffalo Park            | East London    | 20.000    | 4. Spiel         |
| Wanderers Stadium       | Johannesburg   | 34.000    | 3. Spiel; Finale |
| Newlands Cricket Ground | Kapstadt       | 25.000    | 5. & 9. Spiel    |
| St George’s Park        | Port Elizabeth | 19.000    | 2. Spiel         |

## Spiele

### Vorrunde
Tabelle
| Teams       | Sp. | S | N | U | R | NR | BP | Punkte | NRR    |
| ----------- | --- | - | - | - | - | -- | -- | ------ | ------ |
| West Indies | 6   | 4 | 2 | 0 | 0 | 0  | 0  | 8      | +1.068 |
| Pakistan    | 6   | 3 | 3 | 0 | 0 | 0  | 0  | 6      | −0.977 |
| Südafrika   | 6   | 2 | 4 | 0 | 0 | 0  | 0  | 4      | −0.219 |

Sieg: 2 Punkte; Remis: 1 Punkte
Spiele
| 9. Februar Scorecard | Durban | Pakistan 208-6 (50)          | – | Südafrika 198 (50) |
|                      |        | Pakistan gewinnt mit 10 Runs |   |                    |

| 11. Februar Scorecard | Port Elizabeth | West Indies 149 (49)            | – | Südafrika 150-4 (46.5) |
|                       |                | Südafrika gewinnt mit 6 Wickets |   |                        |

| 13. Februar Scorecard | Johannesburg | Pakistan 150 (41.5)                            | – | West Indies 109-2 (25.1/27) |
|                       |              | West Indies gewinnt mit 8 Wickets (D/L method) |   |                             |

| 15. Februar Scorecard | East London | Pakistan 214-6 (50)                      | – | Südafrika 162 (30.1/31) |
|                       |             | Pakistan gewinnt mit 9 Runs (D/L method) |   |                         |

| 17. Februar Scorecard | Kapstadt | Südafrika 150-9 (50)         | – | West Indies 136 (47) |
|                       |          | Südafrika gewinnt mit 4 Runs |   |                      |

| 19. Februar Scorecard | Durban | West Indies 268-5 (50)           | – | Pakistan 144 (46.5) |
|                       |        | West Indies gewinnt mit 124 Runs |   |                     |

| 21. Februar Scorecard | Centurion | Pakistan 220-8 (50)          | – | Südafrika 198-9 (50) |
|                       |           | Pakistan gewinnt mit 22 Runs |   |                      |

| 23. Februar Scorecard | Bloemfontein | Südafrika 185-6 (50)              | – | West Indies 188-1 (44.3) |
|                       |              | West Indies gewinnt mit 9 Wickets |   |                          |

| 25. Februar Scorecard | Kapstadt | Pakistan 43 (19.5)                | – | West Indies 45-3 (12.3) |
|                       |          | West Indies gewinnt mit 7 Wickets |   |                         |

### Finale
| 27. Februar Scorecard | Johannesburg | Pakistan 187 (50)                 | – | West Indies 190-5 (39.4) |
|                       |              | West Indies gewinnt mit 5 Wickets |   |                          |